# О знаменитых людях (Непот)
«О знамени́тых лю́дях» или О знамени́тых мужа́х (лат. De viris illustribus) — сочинение Корнелия Непота, написанное во второй половине I века до н. э.

## Структура
De viris illustribus состоит из 16 книг, разделенных на разделы. На основании фрагментов, упомянутых более поздними авторами, можно наметить следующую структуру работы:
- Иностранные правители/римские правители;
- Военачальники зарубежных стран/Римские военачальники;
- Греческие ораторы/Римские ораторы
- Греческие поэты/Римские поэты
- Греческие историки/Римские историки
- Греческие грамматики/Римские грамматики

Таким образом, книги были разделены на категории (государственные деятели, командиры, философы и т. д.) и собраны в пары: римляне и иностранцы. 
Книга, посвященная иностранным военачальникам (De excellentibus ducibus exterarum gentium), дошла до нас полностью. Непот пишет о человеке по схеме «рождение — семья — детство — образование» и завершает его пороками, добродетелями и делами.

## Представленные персоналии
1. Мильтиад
2. Фемистокл
3. Аристид
4. Павсаний
5. Кимон
6. Лисандр
7. Алкивиад
8. Фрасибул
9. Конон
10. Дион
11. Ификрат
12. Хабрий
13. Тимофей
14. Датам
15. Эпаминонд
16. Пелопид
17. Агесилай
18. Эвмен
19. Фокион
20. Тимолеонт
21. Гамилькар Барка
22. Ганнибал
23. Марк Порций Катон
24. Тит Помпоний Аттик

## Стиль
Текст, написанный явно без каких-либо литературных амбиций, вызвал противоречивые суждения. Филолог Готфрид Бернгарди отмечает «естественный, почти случайный стиль» Непота без тщательного соблюдения правил синтаксиса. Лексикон автора восходит к разговорному языку римского высшего класса (sermo famisis).
Сочинение входило в программу начальной школы для уроков латыни.